# لودویک آگوستین
لودویک آگوستین (انگلیسی: Ludovic Augustin؛ زادهٔ ۱۹۰۲ - درگذشته نامشخص) تیرانداز اهل هائیتی بود.
وی در مسابقات کشوری و بین‌المللی در مجموع برندهٔ ۱ مدال برنز شده‌است.